# Кътълин Предою
Кътълѝн Предо̀ю (на румънски: Cătălin Predoiu, [kətəˈlin preˈdoju]) е румънски политик от Националната либерална партия.
Роден е на 27 август 1968 година в Бузъу. През 1991 година завършва право в Букурещкия университет, където през 1994 – 2005 година преподава търговско право. Неколкократно заема поста на министър на правосъдието – през 2008 – 2012, 2019 – 2020 и 2021 – 2023 година. В два кратки периода – 6 – 9 февруари 2012 година и 12 – 15 юни 2023 – година изпълнява длъжността на министър-председател на Румъния. От 15 юни 2023 година е министър на вътрешните работи.